# Списък на политическите партии в Испания
Испания има многопартийна система.

## Парламентарно представени партии
| Партия/коалиция                              | Места в Конгреса на депутатите (2016) | Места в Сената (2016) | Идеология               |
| -------------------------------------------- | ------------------------------------- | --------------------- | ----------------------- |
| Народна партия                               | 137                                   | 151                   | Консерватизъм           |
| Испанска социалистическа работническа партия | 85                                    | 63                    | Социалдемокрация        |
| Подемос                                      | 71                                    | 23                    | Демократичен социализъм |
| Граждани                                     | 32                                    | 3                     | Либерализъм             |
| Републиканска левица на Каталония            | 9                                     | 12                    | Малцинствена партия     |
| Демократична конвергенция на Каталония       | 8                                     | 4                     | Малцинствена партия     |
| Баска националистическа партия               | 5                                     | 6                     | Малцинствена партия     |
| Страна на баските, обедини се                | 2                                     | 1                     | Малцинствена партия     |
| Канарска коалиция                            | 1                                     | 2                     | Малцинствена партия     |
| други                                        | 0                                     | 1                     |                         |

## Закрити партии
- Демократичен и социален център
- Конвергенция и съюз
- Работническа партия за марксистко обединение